# Phthiria umbripennis
Phthiria umbripennis är en tvåvingeart som beskrevs av Friedrich Hermann Loew 1846. Phthiria umbripennis ingår i släktet Phthiria och familjen svävflugor. Inga underarter finns listade i Catalogue of Life.